# Garfo desoperculador

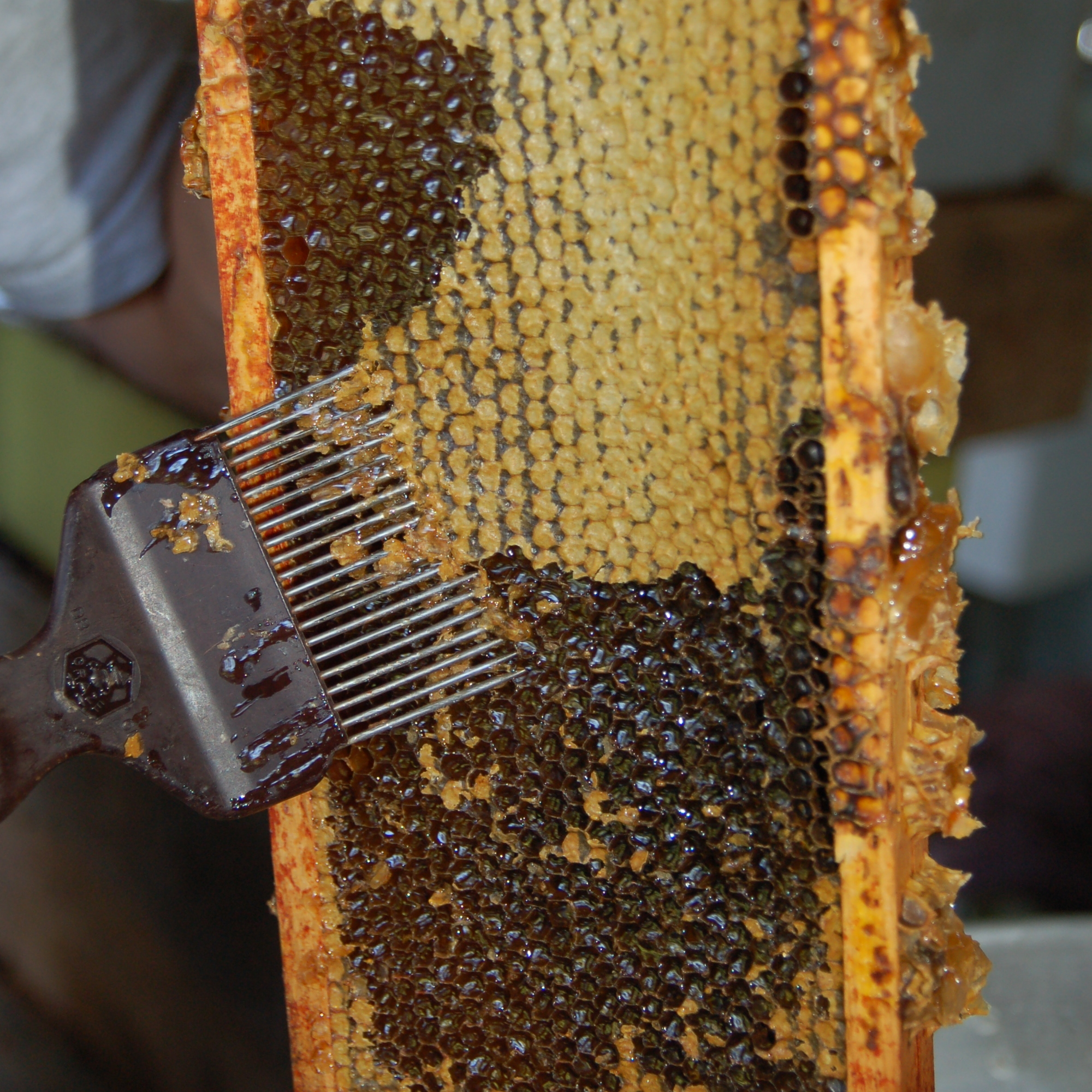
Garfo desoperculador manual.

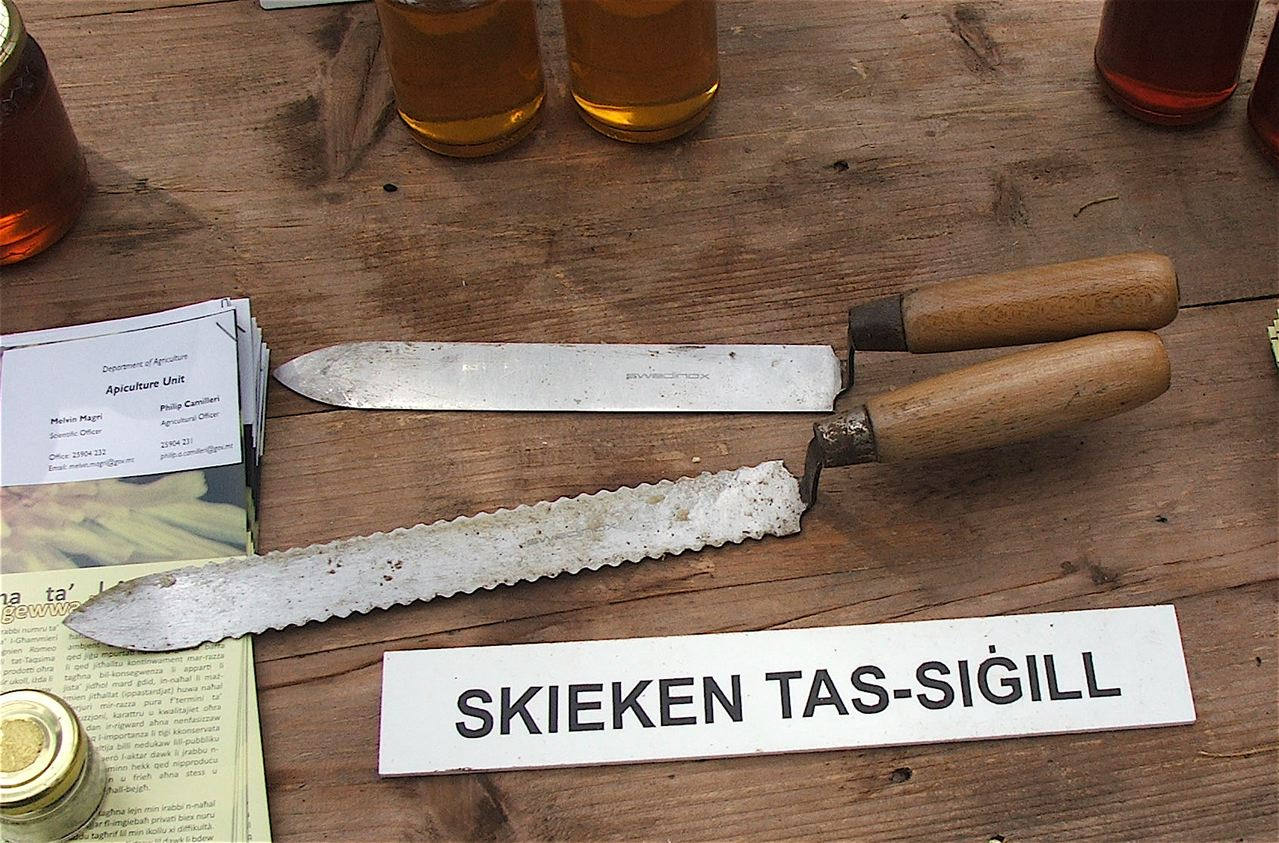
Faca desoperculadora manual.

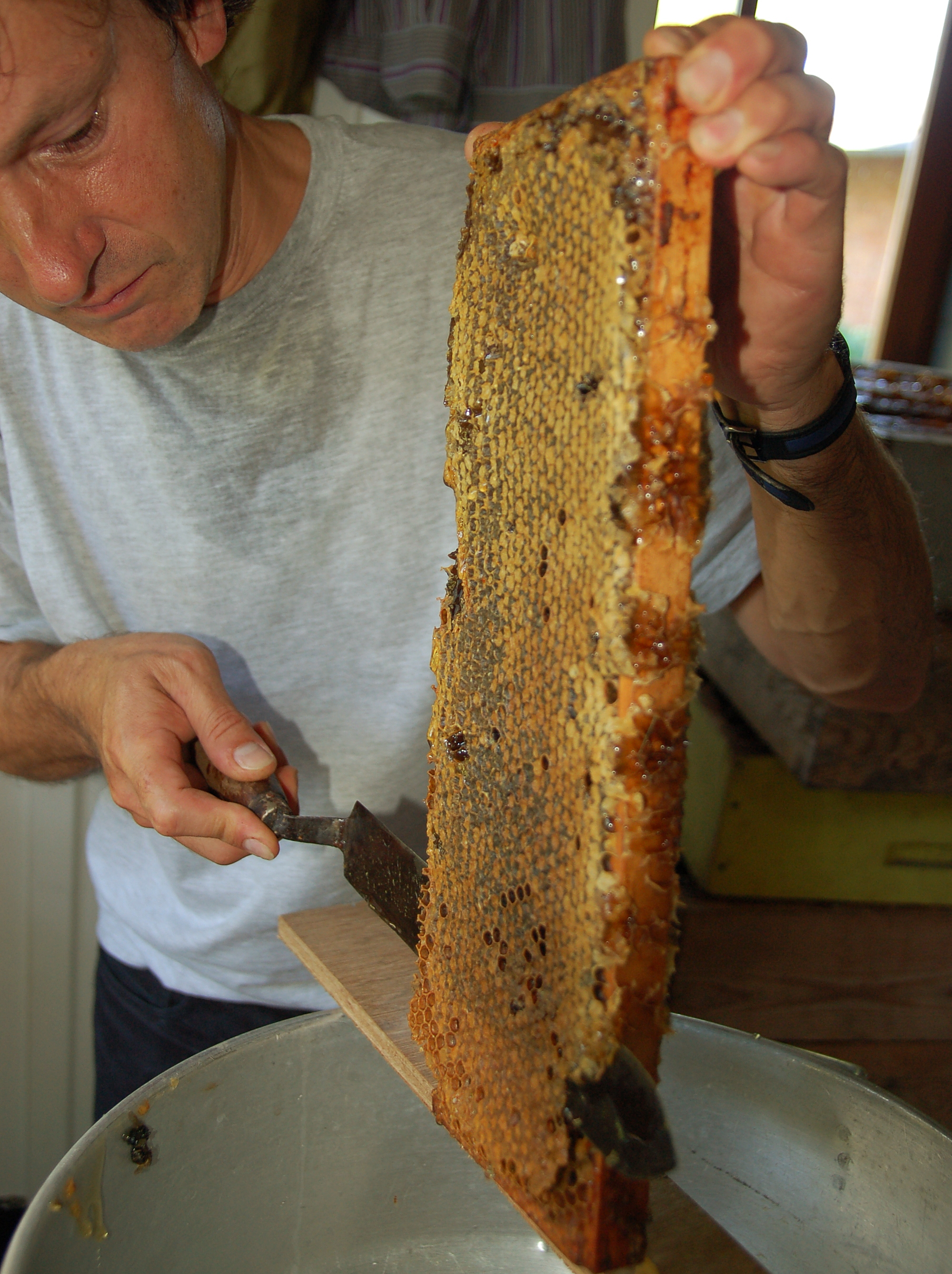
Faca desoperculadora manual em uso.

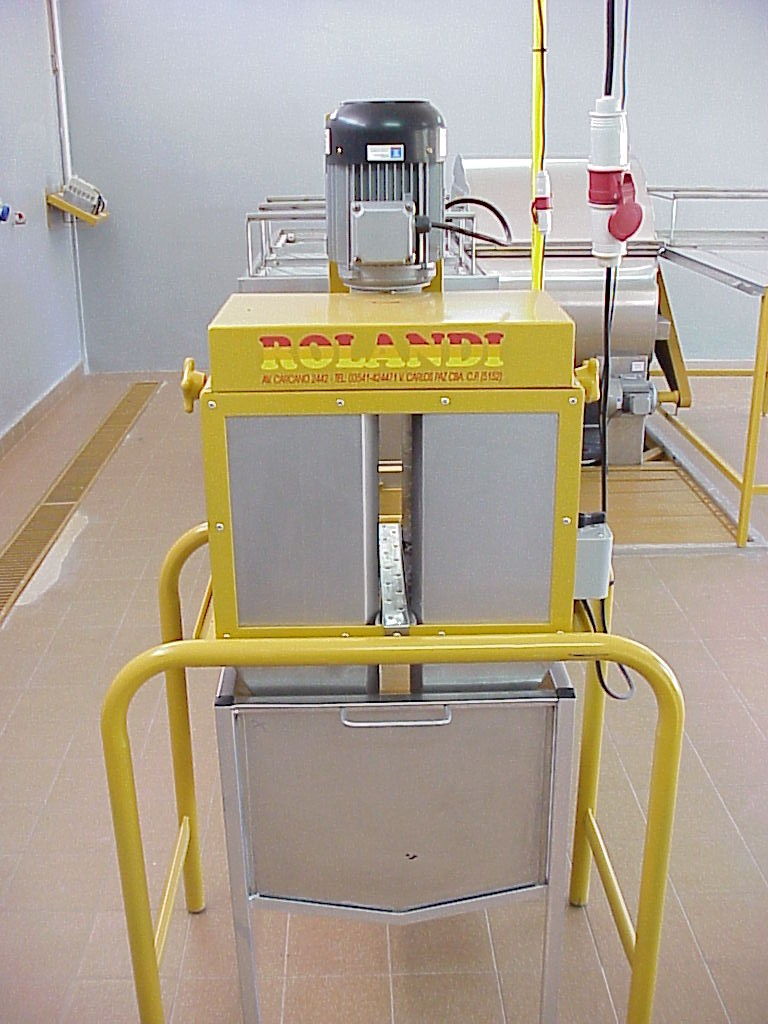
Máquina desoperculadora a frio.

A faca ou garfo desoperculador serve para remover os opérculos que cobrem os alvéolos dos favos de mel maduros.  As abelhas quando enchem um alvéolo com mel, esse mel ainda tem uma grande percentagem de água (chamado mel verde) e não é próprio para coleta. Esta água com o auxilio do calor da colmeia evapora e quando chega a uns 18% de água (chamando mel maduro) ele fica mais espesso e as abelhas fecham os  alvéolos cobrindo-os com uma fina camada de cera, o opérculo. Quando se colhe o mel, é necessário retirar esses opérculos para que o mel escora dos favos por centrifugação. Esta remoção chama-se de desoperculação e faz-se com a ajuda de uma faca desoperculadora ou com um garfo desoperculador.
Existem vários tipos de facas desoperculadoras porém classificamos em dois tipos:
- Desoperculadores a quente.

A mais simples é a faca desoperculadora  ou o garfo desoperculador manual, que para ser usado de ser continuamente aquecido em água quente para cortar facilmente a cera. Existe modelos onde é necessário maior produtividade, em que a faça é continuamente aquecida pela circulação de água quente no seu interior é passada seguindo a borda do caixilho que contém o favo de mel, removendo os opérculos. O garfo desoperculados manual exige movimentos mais curtos sobre o favo para remover os opérculos.
Existem desoperculadoras industriais a quente em que simplesmente se carrega os caixilhos e mecanismos móveis automaticamente desoperculam os caixilhos. Além de ser uma excelente ferramenta para remover todo o mel seco acumulado nos caixilhos.
- Desoperculadores a frio

Estas são as máquinas mais modernas, possuem dois rolos que rodam a alta rotação que retiram os opérculos ao passar sobre eles um fio ou correntes anexadas aos rolos, que em um único passe removem os opérculos de ambos os lados do favo ao mesmo tempo. Existem modelos tipo vertical ou horizontal.